# Mea culpa
Mea culpa este o expresie din limba latină care se traduce în limba română prin greșeala mea sau prin propria mea greșeală. Pentru a obține un mesaj mai puternic, adjectivul "maxima" se poate intercala în expresie, rezultând "mea maxima culpa", care se poate traduce aproximativ prin "cea mai mare greșeală a mea".

## Originea expresiei
Originea expresiei se găsește în rugăciunea tradițională din en  mesa bisericii Romano Catolice cunoscută ca Confiteor (conform expresiei din latină pentru "Mă confesez"), în care individul recunoaște greșelile săvârșite în fața lui Dumnezeu. 
Textul din limba latină este următorul:

Confiteor Deo omnipotenti,
 beatæ Mariæ semper Virgini,
 beato Michæli Archangelo, 
beato Ioanni Baptistæ,
 sanctis Apostolis Petro et Paulo, 
omnibus Sanctis, et vobis, fratres (et tibi pater), 
quia peccavi 
nimis cogitatione, verbo et opere: 
mea culpa,
 mea culpa,
 mea maxima culpa. 
Ideo precor beatam Mariam
 semper Virginem, 
beatum Michælem Archangelum,
 beatum Ioannem Baptistam, 
sanctos Apostolos Petrum et Paulum, 
omnes Sanctos, et vos, fratres (et te, pater),
 orare pro me ad Dominum Deum nostrum. 
Amen.

Această rugăciune se traduce în limba română prin:

Mă spovedesc în fața Prea-puternicului Dumnezeu, 

a prea-curatei Fecioare Maria, 

a Arhanghelului Mihail, 

a lui Ioan Botezătorul, 

a Apostolilor Petru și Pavel, 

în fața tuturor Sfinților și în fața voastră, fraților (și a ta, Sfânt Părinte), 

că am păcătuit prea mult, 

în gând, în vorbe și în fapte: 

prin greșeala mea, 

prin greșeala mea, 

prin cea mai mare greșeală a mea, 

De aceea, te implor Fecioară Maria, 

pre-pururi curată [și bine-cuvântată], 

și pe tine Arhanghele Mihail, 

și pe tine Ioan Botezătorule, 

și pe voi Sfinți Apostoli Petru și Pavel, 

și pe voi toți Sfinții, și pe voi, frații mei, (și pe tine, Părinte),  

să vă rugați lui Dumnezeu pentru mine.

Amin.

## Interpretarea populară
În cazul uzuanței populare, vernaculare, expresia "mea culpa" a dobândit un înțeles mult mai direct. În acest caz, cineva care folosește expresia "mea culpa" admite a fi făcut o greșeală care îi aparține, care ar fi putut fi probabil evitată dacă acea persoană ar fi fost mai atentă și mai răbdătoare.
În unele țări și culturi, versiunile fonetice (și/sau fonetizate) ale expresiei sunt utilizate cu același înțeles. Spre exemplificare, în slovenă, expresia "Moja Kolpa" (fonetizarea expresiei mea colpa) este utilizată adesea, sunând similar precum "Moja Kolpa", în română "râul Kolpa al meu"  (Râul Kolpa este un râu din Slovenia).

## Înțelesul în versiunea New Age
În cazul mult mai recent al învățăturilor spiritualisme în stilul New Age, așa cum este spre exemplu cartea numită School for Gods, expresia mea maxima culpa se referă la acceptarea a tot ceea ce se întâmplă în jurul cuiva, a ansamblului de evenimente datorat propriilor acțiuni și creații, a stilului de viață și a modului de gândire și acțiune.
Acest înțeles al expresiei mea culpa se alătură cunoșterii și aplicării principiului de "Dumnezeu interior", adică a acceptării faptului că nimic nu poate apărea din afara propriilor gânduri și creații ale cuiva.